# All in White
All in White è il quarto singolo del gruppo indie rock The Vaccines, estratto dal loro album d'esordio What Did You Expect from the Vaccines? pubblicato nel Regno Unito sotto forma di download digitale il 5 giugno 2011.

## Videoclip
Il videoclip venne pubblicato per la prima volta il 18 maggio 2011 su YouTube

## Tracce
1. All In White
2. Tuck and Roll